# Точилин, Евгений Вячеславович
Евгений Вячеславович Точилин (7 марта 1991, Москва, СССР) — российский футболист, полузащитник.

## Клубная карьера
Является воспитанником московского «Спартака». В начале карьеры играл в любительских клубах «Спартак-молодежная», «МВД России-2» и «Петровка-38». Летом 2010 года подписал профессиональный контракт с клубом Второго дивизиона «Истра» из одноимённого города. 8 сентября 2010 года в домашнем матче 26-го тура Второго дивизиона против череповецкой «Шексны», заменив на 87-й минуте встречи Сергея Дьякова, дебютировал за «Истру». Всего в дебютном сезоне провёл 3 матча за «Истру» во Втором дивизионе, каждый раз выходя на замену. В 2011 году перебрался в молдавский клуб «Сфынтул Георге». В чемпионате Молдавии провёл 14 матчей, забив 1 гол. Далее играл в любительских российских клубах.